# Боан, Марк
Марк Роже Морис Луи Боа́н (фр. Marc Roger Maurice Louis Bohan; 22 августа 1926[…], XVIII округ Парижа — 6 сентября 2023, Шатийон-сюр-Сен) — французский модельер, работавший преимущественно для модного дома «Кристиан Диор».

## Биография
Путь Марка Боана в мир высокой моды начался в модном доме Жана Пату. В  1946 году он стал ассистентом модельера Робера Пиге. В 1949 году, когда тот закрыл свой дом, Боан начал работать для Эдварда Молино. После 1951 года недолгое время работал для дома Мадлен де Раух, в 1953 году попробовал открыть ателье высокой моды под своим собственным именем. Коллекция имела успех, однако финансовая сторона дела не заладилась и Боан вернулся в дом «Жан Пату», где выпускал коллекции haute couture. Его последней работой для Пату стала коллекция «осень-зима» 1958 года.
В 1958—1960 годах работал для экспортной линии дома «Кристиан Диор», предназначенной для английских и американских клиентов. В конце 1960 года, когда Ив Сен-Лоран был призван на военную службу, сменил его на посту главного дизайнера дома «Диор». Занимал этот пост в течение 29 лет, когда в 1989 году его сменил Джанфранко Ферре. Покидая компанию, Боану обещалось руководство фондом Диор, однако тот так никогда и не появился.
Все три десятилетия работы Боан берёг традиции дома «Кристиан Диор», осторожно и тактично добавляя в свои коллекции новые веяния моды. Первой авторской коллекцией Боана для этого дома стала Slim Look (1961). В 1967 году он открыл магазин Baby Dior по адресу авеню Монтень, 26—28. Ленточку перерезала княгиня Монако Грейс; первой моделью этой линии одежды для детей стала его собственная дочь Мари-Анна.
Чуждый внешних эффектов, Боан всегда оставался в тени: журналистика, жаждущая эффектов, обычно обходила его вниманием. Застенчивый и одновременно изысканный, он посвятил свою карьеру портновскому ремеслу в классическом смысле этого слова:385.
Марк Боан закончил свою карьеру модельера в Лондоне, куда был призван оживить былую славу модного дома Нормана Хартнелла — дом был вынужден закрыться в 1992 году, не выдержав кризиса, вызванного войной в Персидском заливе.
В 1990 году он переехал в Бургундию, в Шатийон-сюр-Сен, где отреставрировал себе дом XVIII века. Первая жена Боана, Доминик Габорит, на которой он женился в 1950 году, умерла в 1962 году. Затем он женился на Гугетт Ринжонно. У них была одна дочь: Мари-Анна.
Умер 6 сентября 2023 года в своём доме в возрасте 97 лет.

## Признание
- 1973 — Кавалер ордена Почётного легиона
- 1979 — Кавалер ордена Святого Карла (Монако)